# Tricyphona (Tricyphona) orophila trichophora
Tricyphona (Tricyphona) orophila trichophora is een ondersoort van de tweevleugelige Tricyphona (Tricyphona) orophila uit de familie Pediciidae. De ondersoort komt voor in het Palearctisch gebied.